# Stomatosuchidae
Stomatosuchidae es una familia de crocodilianos neosuquios. Es actualmente definida como el clado más inclusivo que contiene a Stomatosuchus inermis pero no a Notosuchus terrestris, Simosuchus clarki, Araripesuchus gomesii, Baurusuchus pachecoi, Peirosaurus torminni, o Crocodylus niloticus. Dos géneros actualmente conocidos son pertenecientes a Stomatosuchidae: Stomatosuchus, el género tipo, y Laganosuchus. Sus fósiles han sido hallados en Egipto, Marruecos y Níger. Ambos vivieron durante la era del Cenomaniense del Cretácico Superior. Los cráneos de los estomatosúquidos son conocidos como platirrostrales debido a que son inusualmente aplanados, alargados, un tanto como el pico de un pato con mandíbulas en forma de "U". Esta condición platirrostral es muy similar a la vista en el cráneo del "netosúquido" Mourasuchus, el cual no está cercanamente emparentado con los estomatosúquidos, sino que se trata de un muy derivado aligatórido que vivió en el Mioceno, en América del Sur.

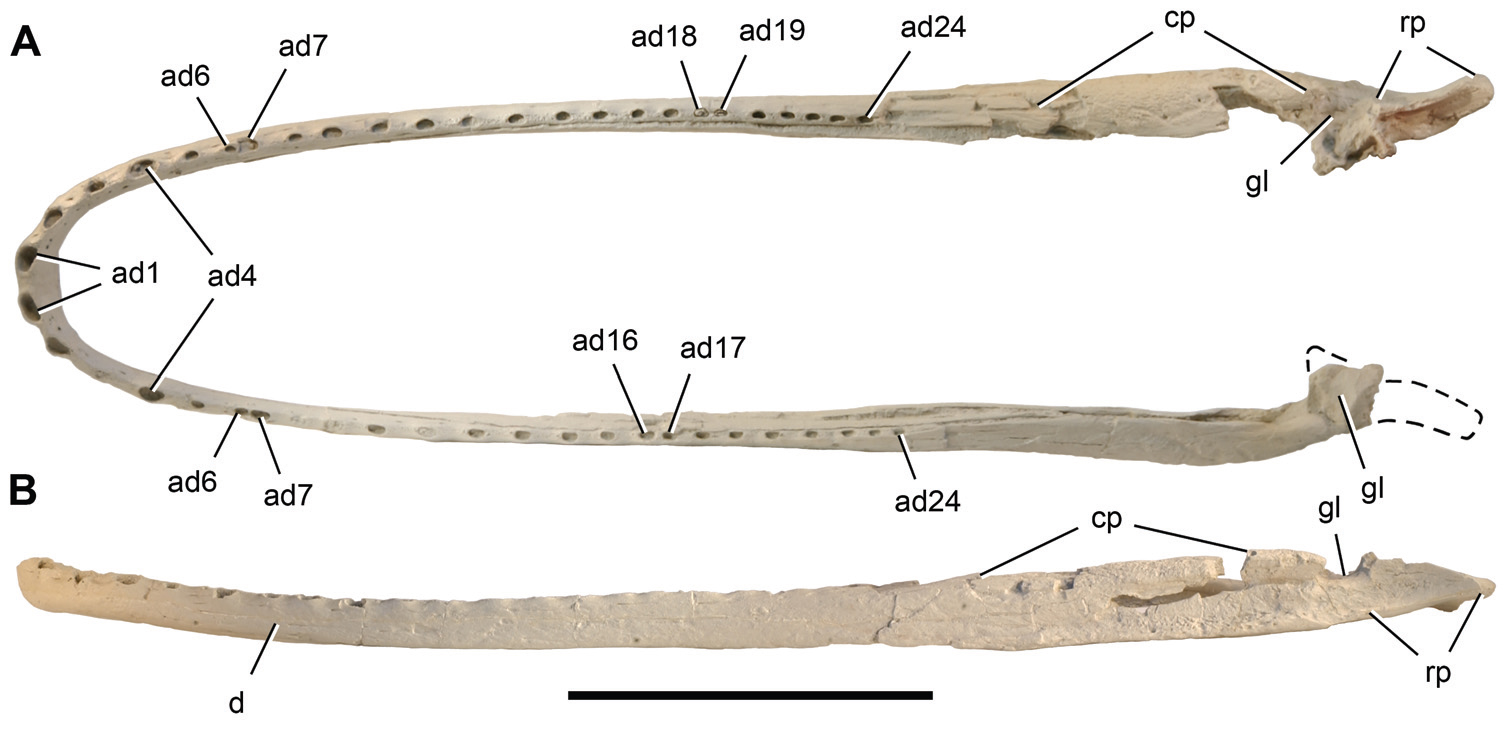
Mandíbula inferior de Laganosuchus thaumasthos

A diferencia de Mourasuchus, los estomatosúquido tienen mandíbulas s que están menos inclinadas. Adicionalmente, el glenoide es redondeado más que ahuecado en el final posterior de la mandíbula, y el proceso retroarticular es recto más que curvado dorsalmente como en Mourasuchus y otros crocodilianos actuales.
Los únicos especímenes existentes de estomatosúquidos pertenecen al género recientemente descrito Laganosuchus, el cual es conocido de dos especies, L. thaumastos y L. maghrebensis de la Formación Echkar en Níger y los lechos de Kem Kem en Marruecos, respectivamente. El género Stomatosuchus es conocido solo del cráneo del holotipo hallado en la Formación Bahariya en Egipto, el cual fue destruido en la Segunda Guerra Mundial cuando se produjo un bombardeo sobre el Museo de Múnich, Alemania. Debido a que Stomatosuchus es conocido de unos breves reportes realizados por Ernst Stromer y Franz Nopcsa (1926) y no se ha hallado material adicional, este género permanece como un enigma.
El género Aegyptosuchus fue una vez considerado un miembro de la familia Stomatosuchidae, pero ahora se le clasifica en su propia familia, Aegyptosuchidae.